# Félicite Bada
Félicite Bada (sinh ngày 14 tháng 3 năm 1962) là một vận động viên chạy nước rút của Bénin, chuyên về các sự kiện 100 mét và 200 mét của Phụ nữ. Cô đã tham gia thi đấu điền kinh tại Đại hội Thể thao toàn châu Phi năm 1987 vào tháng 8 năm 1987, trong đó cô chạy thời gian cá nhân tốt nhất là 25,08 giây trong 200 mét. Tại Seoul, cô tham gia Thế vận hội Mùa hè 1988, nơi cô là người cầm cờ cho Bénin. Mặc dù cô chỉ hoàn thành thứ 7 ở Heat 1 trong 100 mét, cô vẫn chạy thời gian cá nhân tốt nhất là 12,27 giây.

## Sự nghiệp
Bada sinh ngày 14 tháng 3 năm 1962. Sự nghiệp của cô đã ở đỉnh cao vào cuối những năm 1980. Cô đã thiết lập cá nhân tốt nhất là 25,08 giây trong 200 mét vào ngày 11 tháng 8 năm 1987 tại Nairobi tại Đại hội Thể thao toàn châu Phi, mặc dù cô chỉ hoàn thành thứ tám trong trận tứ kết.
Bada đủ điều kiện cho Thế vận hội Mùa hè 1988 tại Seoul, và là người mang cờ cho đất nước của cô. Cô là một trong tám vận động viên đủ điều kiện tham dự Thế vận hội năm đó từ Bénin, những người khác là Judoka Daniel Dohoua Dossou, và vận động viên Issa Alassane-Ousséni ở cự ly 100 mét, Jose de Souza ở các nội dung 110 m vượt rào và chạy nước rút 4 x 100 Fortune Ogouchi, Patrice Mahoulikponto, Dossou Vignissy và Issa Alassane-Ousséni. Trong sự kiện 100 mét của Phụ nữ, Bada đã hoàn thành thứ 7 ở Heat 1, không đủ điều kiện, nhưng vẫn chạy thời gian cá nhân tốt nhất là 12,27 giây. Trong sự kiện 200 mét của nữ, cô đã hoàn thành hạng 6 ở lượt 1 với thời gian 25:42 giây, một lần nữa không tiếp tục.
Bada được liệt kê ở chiều cao 5 ft 4 inch (163 cm) và cân nặng của cô trong sự nghiệp được trích dẫn ở mức 121 pounds hoặc 55 kg.